# Danebury
Danebury est un castro de l'âge du fer, situé dans le Hampshire, en Angleterre, à 19 km au nord-ouest de Winchester.

## Présentation
Ce site archéologique, d'une superficie de 5 ha, a été fouillé par Barry Cunliffe dans les années 1970. Danebury est considéré comme un oppidum de référence : son étude a permis de comprendre la construction des hill forts de Grande-Bretagne, dans la mesure où peu de ces mottes ont été autant excavées à ce jour.
Construit au VIe siècle av. J.-C., ce fort a été habité pendant 500 ans, époque au cours de laquelle le Wessex s'est couvert de forts. Danebury a été réaménagé à de nombreuses reprises, gagnant chaque fois en force et en complexité. C'est aujourd'hui pour le Royaume-Uni un site classé monument historique, un Site d'intérêt scientifique particulier,, et une Réserve naturelle,.